# Politický oportunismus
Politický oportunismus označuje praxi, při které se využívá každé situace k udržení politické podpory nebo vlivu, často bez ohledu na příslušné etické nebo politické zásady.
V českém prostředí se pro označení oportunismu v politice chybně využívá pojem populismus.

## Definice
Politický oportunismus je vykládán různými způsoby, ale obvykle se vztahuje k následujícím jevům:
- Maximalizace politického vlivu za každou cenu: Politický oportunismus je styl zaměřený na zvyšování politického vlivu za každou cenu, včetně využití každé dostupné příležitosti k rozšíření moci bez ohledu na to, zda je v souladu s dlouhodobými cíli.
- Opuštění principů výměnou za moc: Politický oportunismus lze považovat za praxi, která často zahrnuje opuštění nebo kompromisy s dříve zastávanými politickými zásadami za účelem získání větší moci nebo vlivu. Krátkodobé zisky mají přednost před ideovou důsledností.
- Zneužívání situací k osobnímu prospěchu: Politický oportunismus je založen na využívání situací k získání politického kapitálu. Cílem není prosazení principiálního postoje nebo zlepšení porozumění, ale získání vlivu, prestiže nebo podpory, často na úkor hodnot.

## Strategie a charakteristiky
Politický oportunismus je definován nejen svými cíli, ale také strategiemi a chováním, které jsou k jejich dosažení používány. Mezi běžné taktiky patří:
- Strategické porozumění protivníkům: Oportunisté zdůrazňují význam porozumění záměrům, přáním a strategiím vládců nebo politických oponentů. Tyto znalosti jim umožňují předvídat jednání, vytvářet spojenectví a vyjednávat dohody ve svůj prospěch.
- Získání podpory veřejnosti jako cesta k vítězství: Vůdce může disponovat ohromnou armádou, ale bez podpory lidu je trvalé vítězství nedosažitelné. Politický oportunismus upřednostňuje získání přízně veřejnosti k dosažení cílů.[4]
- Upřednostňování současné reality před vizemi budoucnosti: Političtí oportunisté dávají přednost rozhodování založenému na současné realitě a faktech. Zanedbávání přítomnosti podkopává budoucí ambice a vede k neúspěchu.[5]
- Opatrnost při posilování pravomocí druhých: Politický oportunismus odrazuje od posilování slabších sil, které by nakonec mohly vůdci konkurovat. Poskytnutím moci nebo postavení jiným hrozí oslabení vlastní pozice, protože spojenectví a ústupky se mohou vymstít.[6]
- Přímá konfrontace: Oportunisté jdou nad rámec pouhého podkopávání soupeřů tím, že jim přímo oponují, pokud je to strategicky výhodné. Tento přístup nejen oslabuje protivníky, ale také upevňuje jejich vlastní autoritu.[7]
- Veškeré jednání je ospravedlněno úspěchem: Úspěch je považován za konečné potvrzení politické strategie. Na úspěšné se snáší chvála veřejnosti a médií, zatímco neúspěch vyvolává kritiku a obviňování. Oportunisté se zaměřují na dosažení viditelných výsledků, aby se uchránili před kontrolou.[8]

Tyto strategie sice mohou vést k úspěchu, ať už krátkodobému, nebo jako součást širšího plánu, často však vyvolávají etické otázky ohledně opuštění zásad a rozlišení mezi oportunismem a nutným kompromisem.

## Role principů
Politický oportunismus je často kritizován za to, že upřednostňuje účelnost před principy (zásadami). Ať už se jedná o snahu o okamžitý zisk nebo o kompromis, zásady slouží jako měřítko pro odlišení legitimního chování od oportunismu.

### Krátkodobost
Oportunistické politické chování je často kritizováno jako krátkozraké nebo přízemní. Snaha zajistit si nebo udržet politické zisky může vést k rozhodnutím, která upřednostňují pragmatismus na úkor zásad. Takové jednání často vyvolává rozčarování veřejnosti a volání po návratu k základním hodnotám.
Nejednoznačnost politických situací často poskytuje živnou půdu pro oportunismus. Když okolnosti postrádají precedent nebo konsenzus, může být obtížné určit, zda je dané jednání adaptivní, nebo oportunistické. Politici mohou taková rozhodnutí obhajovat jako nezbytná nebo v souladu s širšími cíli, i když je kritici označují za oportunistická. Milton Friedman toto napětí zdůraznil poznámkou: „Oportunismus jednoho člověka je u jiného člověka vnímaný jako chování státníka.“
V některých případech politické osobnosti odkládají odsouzení svých kontroverzních rozhodnutí tvrzením, že „historie mi dá za pravdu“. Tento argument se používá k ospravedlnění různých kroků, od významných politických změn až po vojenské intervence.

### Rozdíl mezi oportunismem a kompromisem
Kompromisy jsou základem politiky, ale je třeba je řídit tak, aby neohrožovaly její zásady. John F. Kennedy zdůrazňoval tuto rovnováhu: „Střet zájmů můžeme vyřešit, aniž bychom ustoupili ze svých ideálů. Kompromis nemusí znamenat zbabělost."
Kompromisy, které oslabují nebo opouštějí zásady, však riskují, že budou označeny za oportunistické. Někteří političtí představitelé jsou například obviňováni z toho, že kvůli účelnosti drasticky mění své postoje, což vede k obvinění z oportunismu, nikoli z pragmatismu.
Striktní dodržování zásad může vést k sektářství nebo frakcionářství, zatímco přílišná flexibilita hrozí podkopáním jejich role jako smysluplného vodítka pro jednání. Politické kompromisy musí najít rovnováhu mezi přizpůsobováním se měnícím se okolnostem a dodržováním etických hranic.
Výklad zásad často vyvolává spory. Stejné jednání může být ospravedlněno použitím různých principů nebo se mohou lišit interpretace toho, jak by měl být princip aplikován. Důsledné dodržování principů pomáhá odlišit legitimní kompromisy od oportunistického jednání a podporuje důvěru v politické rozhodování.

## Zhodnocení

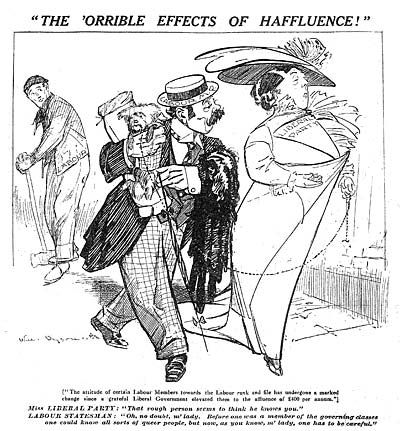
Karikatura kárající Labouristickou stranu za to, jak se změnila, jakmile začala získávat moc v britské vládě...Slečna LIBERÁLNÍ STRANA: „Ten drsňák si zřejmě myslí, že vás zná.“
laburistický státník: "Bezpochyby, má paní, dříve se člověk mohl znát s různými podivnými lidmi, ale teď, jak víte, si musí dávat pozor."

Politická integrita zahrnuje zachování rovnováhy mezi zásadovými postoji a flexibilitou potřebnou k reakci na měnící se okolnosti. Od politických vůdců se očekává, že se budou orientovat ve složitých situacích a zároveň zůstanou věrni svým etickým závazkům. Tato rovnováha definuje efektivní vedení, protože umožňuje, aby se rozhodnutí řídila spíše hodnotami než oportunismem.
V praxi však může být obtížné tuto rovnováhu udržet. Saul Alinsky v knize Rules for Radicals (Pravidla pro radikály) poznamenal, že politické organizace často jednají na základě protichůdných motivů, kdy rozhodnutí, která mají sloužit veřejnému blahu, mohou být ovlivněna také vlastními zájmy. Naznačil, že zákony jsou často psány s ohledem na vznešené cíle, ale jsou prováděny způsobem, který odráží skrytou chamtivost nebo praktické ohledy. Toto napětí mezi ideály a pragmatismem zdůrazňuje problémy spojené se zachováním transparentnosti v politice. Když politici ze strategických důvodů zatajují klíčové informace, může to vést k narušení důvěry veřejnosti, protože občané spekulují o skrytých motivech.
Tvrzení, že „čestný politik neexistuje“, zdůrazňuje, jak je obtížné veřejnosti vysvětlit složitost rozhodování. Politici často poskytují částečné pravdy, aby prosadili konkrétní cíle, což může vyvolat skepsi ohledně jejich záměrů. Nicméně vstup do politiky nemusí nutně vylučovat čestné jednání. Mnoho vedoucích představitelů začíná svou kariéru s úmyslem sloužit veřejnému blahu, ale čelí tlakům, které je nutí ke kompromisům nebo přizpůsobení. Postupem času se role politické funkce může změnit z prostředku k dosažení vyšších cílů na cíl sám o sobě a jejich rozhodnutí se formují spíše kolem udržení moci než kolem prosazování idejí.
Jak poznamenal John Keegan, větší hrozbu pro politickou integritu často nepředstavují samotní vůdci, ale lidé kolem nich, kteří využívají politický systém k osobnímu prospěchu. Tito jedinci mohou podkopávat důvěru vytvářením frakcí, manipulací s procesy nebo upřednostňováním vlastních zájmů před veřejným blahem. Posouzení, zda je určité jednání oportunistické, závisí na pochopení kontextu a motivací, které za ním stojí. Jednání, které je v souladu s etickými principy a vykazuje soulad mezi prostředky a cíli, je obvykle považováno za legitimní. Naproti tomu jednání motivované především osobními nebo frakčními zájmy bude s větší pravděpodobností hodnoceno jako oportunistické. Tyto soudy jsou však subjektivní a mohou být ovlivněny politickými předsudky, emocionálními reakcemi nebo omezenými informacemi.
V konečném důsledku je pro udržení důvěry veřejnosti nezbytné vyvažovat principy a pragmatismus. I když se političtí představitelé musí přizpůsobovat měnícím se okolnostem, dodržování důsledných etických závazků ujišťuje veřejnost, že rozhodnutí jsou přijímána pro veřejné blaho, a nikoliv pro krátkodobý politický zisk.

## Nevýhody
Politický oportunismus narušuje koherentní strategie tím, že upřednostňuje krátkodobé zisky před zásadovými kroky. Zastírá dlouhodobé cíle různými taktikami, jako například využívání krizí k získání volebních výhod, změna postojů podle nálad veřejnosti nebo překrucování faktů. To vytváří zmatek v tom, které strategie jsou účinné, stírá rozdíl mezi úspěchem a neúspěchem a vede k opakování minulých chyb. Například výzkum politického oportunismu během hospodářských krizí ukazuje, že lídři často odkládají nezbytná, ale nepopulární opatření, aby si zajistili souhlas voličů, což dlouhodobě poškozuje hospodářskou stabilitu.
Oportunismus navíc podkopává důvěru veřejnosti. Když vedoucí představitelé upouštějí od důslednosti nebo manipulují s informacemi, aby vyhověli okamžitým potřebám, voliči se stávají cynickými a vnímají rozhodnutí spíše jako svévolná nebo samoúčelná než jako odpovědná. Toto chování také prohlubuje rozdělení společnosti, přičemž polarizující rétorika a dezinformace jsou využívány k manipulaci s vnímáním a udržení moci. Takové taktiky jsou sice krátkodobě účinné, ale podkopávají sociální soudržnost a brzdí pokrok v řešení kritických problémů, jako je změna klimatu a ekonomická nerovnost.
Spoléhání se na oportunistické taktiky nakonec redukuje politiku na reaktivní pragmatismus, který se zaměřuje spíše na zachování statu quo než na řešení systémových problémů nebo prosazování společných cílů. To nejen potlačuje inovace, ale také oslabuje schopnost mobilizovat veřejnou podporu pro smysluplnou změnu.